# Wapen van Giessenburg

Wapen van Giessenburg

Het wapen van Giessenburg werd op 6 april 1957 bij Koninklijk Besluit aan de gemeente Giessenburg toegekend. Op 1 januari 1956 was deze gemeente ontstaan uit Giessen-Nieuwkerk, Peursum en een deel van Giessendam. De gemeente ging op 1 januari 1986 in de nieuwe gemeente Giessenlanden.  Het wapen van Giessenburg is daardoor komen te vervallen. In het wapen van Giessenlanden zijn geen elementen uit het wapen van Giessenburg opgenomen.

## Blazoenering
De blazoenering van het wapen luidde als volgt:
Doorsneden : I gedeeld, a) in azuur 2 toegewende leeuwen van goud, b) in keel een zilveren molenrad, II gedeeld, a) in goud een leeuw van keel, getongd en genageld van azuur; in het schildhoofd vergezeld van een barensteel van azuur, b) in sabel 2 beurtelings gekanteelde dwarsbalken van zilver. Het schild gedekt met een gouden kroon van 3 bladeren en 2 paarlen.
Het schild wordt gedekt met een gravenkroon.

## Geschiedenis
Het wapen is een samenvoeging van de wapens van de gemeenten waaruit Giessenburg op 1 januari 1956 is ontstaan: in Ia het wapen van Giessen-Nieuwkerk, in Ib het wapen van Giessendam en in II het wapen van Peursum.

## Verwante wapens

Het wapen van Giessen-Nieuwkerk
Het wapen van Giessendam
Het wapen van Peursum
Het wapen van Hardinxveld-Giessendam